# Eilidh Doyle
Eilidh Doyle (née Child le 20 février 1987 à Perth) est une athlète britannique (écossaise), spécialiste du 400 mètres et du 400 mètres haies.

## Biographie
Eilidh Child se révèle lors de la saison 2009 en se classant deuxième du 400 m haies des championnats d'Europe espoirs de Kaunas, derrière sa compatriote Perri Shakes-Drayton, en portant son record personnel à 55 s 32. Elle atteint par la suite les demi-finales des championnats du monde à Berlin. Deuxième des championnats d'Europe par équipes 2010 derrière la Russe Natalya Antyukh, elle se classe huitième de la finale des championnats d'Europe à Barcelone, et remporte la médaille d'argent aux Jeux du Commonwealth, à New Delhi, devancée par la Nigériane Ajoke Odumosu. Elle est demi-finaliste des championnats du monde 2011 à Daegu.
Elle descend pour la première fois sous les 55 secondes sur 400 m haies en juin 2012 à Genève en établissant le temps de 54 s 96. Elle atteint par ailleurs les demi-finales des Jeux olympiques de 2012, à Londres. 

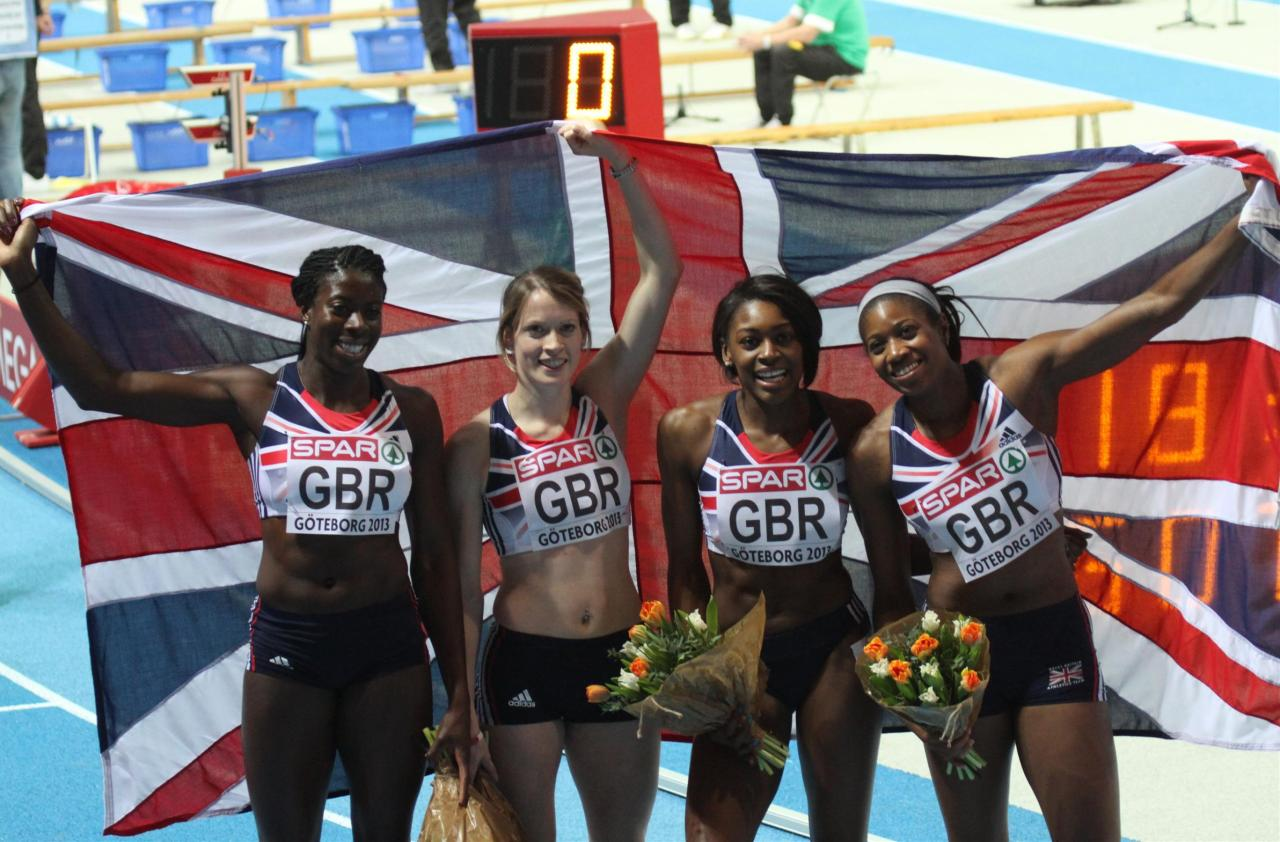
Eilidh Doyle (second en partant de la gauche), célébrant la médaille obtenue sur 4 x 400 m à l'Euro en salle 2013

L'année suivante, lors des championnats d'Europe en salle 2013 à Göteborg, Eilidh Child remporte la médaille d'argent du 400 m, derrière sa compatriote Perri Shakes-Drayton, et la médaille d'or au titre du relais 4 × 400 m, en compagnie de Shana Cox, Christine Ohuruogu et Perri Shakes-Drayton en établissant un nouveau record national. Vainqueur du 400 m haies et du relais 4 × 400 m lors des championnats d'Europe par équipes 2013, elle remporte la médaille de bronze du relais 4 × 400 m lors des championnats du monde 2013 à Moscou, en compagnie de Shana Cox, Margaret Adeoye et Christine Ohuruogu. Lors de cette même compétition, elle se classe cinquième de l'épreuve du 400 m haies. Le 30 juin 2013, à Birmingham, elle avait porté son record personnel à 54 s 22.
En début de saison 2014, Eilidh Child remporte la médaille de bronze du relais 4 × 400 m lors des championnats du monde en salle de Sopot en Pologne, aux côtés de Shana Cox, Margaret Adeoye et
Christine Ohuruogu, derrière les États-Unis et la Jamaïque. Deuxième du 400 m haies lors des championnats d'Europe par équipes de 2014, elle obtient la médaille d'argent lors des Jeux du Commonwealth de 2014, devancée par la Jamaïcaine Kaliese Spencer. Deux semaines plus tard, lors des championnats d'Europe de Zurich, elle remporte son premier grand titre international en s'imposant en finale du 400 m haies dans le temps de 54 s 48, devant l'Ukrainienne Hanna Titimets et la Russe Irina Davydova, succédant à sa compatriote Sally Gunnell, vainqueur de l'épreuve en 1994. Lors de cette compétition, elle obtient par ailleurs la médaille de bronze du relais 4 × 400 m en compagnie de Kelly Massey, Shana Cox et Margaret Adeoye. En fin de saison 2014, l'Écossaise se classe deuxième du 400 m haies lors de la deuxième édition de la coupe continentale à Marrakech, derrière Kaliese Spencer.
En 2015, elle s'impose lors des championnats d'Europe par équipes à Tcheboksary, en 54 s 47. Aux championnats du monde 2015, à Pékin, elle se classe sixième de l'épreuve du 400 m haies, et remporte par ailleurs la médaille de bronze du relais 4 × 400 m aux côtés de Christine Ohuruogu, Anyika Onuora et Seren Bundy-Davies. 
Le 10 juillet 2016, la Britannique remporte le titre continental du relais 4 x 400 m en 3 min 25 s 05.
Le 3 mars 2018, elle remporte la médaille de bronze du 400 m des championnats du monde en salle de Birmingham en 51 s 60, derrière les Américaines Courtney Okolo et Shakima Wimbley.

## Vie privée
En octobre 2015, Eilidh Child épouse le sprinteur britannique Brian Doyle. Le 6 août 2019, elle annonce être enceinte de son premier enfant.

## Palmarès
| Date | Compétition                       | Lieu             | Résultat | Épreuve     | Temps         |
| ---- | --------------------------------- | ---------------- | -------- | ----------- | ------------- |
| 2009 | Championnats d'Europe par équipes | Leiria           | 3e       | 4 x 400 m   | 3 min 29 s 29 |
| 2009 | Championnats d'Europe espoirs     | Kaunas           | 2e       | 400 m haies | 55 s 32       |
| 2010 | Championnats d'Europe par équipes | Bergen           | 2e       | 400 m haies | 56 s 48       |
| 2010 | Championnats d'Europe             | Barcelone        | 8e       | 400 m haies | 55 s 51       |
| 2010 | Jeux du Commonwealth              | New Delhi        | 2e       | 400 m haies | 55 s 62       |
| 2012 | Championnats d'Europe             | Helsinki         | 4e       | 4 x 400 m   | 3 min 26 s 20 |
| 2012 | Jeux olympiques                   | Londres          | 4e       | 4 × 400 m   | séries        |
| 2013 | Championnats d'Europe en salle    | Göteborg         | 2e       | 400 m       | 51 s 45       |
| 2013 | Championnats d'Europe en salle    | Göteborg         | 1re      | 4 × 400 m   | 3 min 27 s 56 |
| 2013 | Championnats d'Europe par équipes | Gateshead        | 1re      | 400 m haies | 54 s 42       |
| 2013 | Championnats d'Europe par équipes | Gateshead        | 1re      | 4 × 400 m   | 3 min 28 s 60 |
| 2013 | Championnats du monde             | Moscou           | 4e       | 400 m haies | 54 s 86       |
| 2013 | Championnats du monde             | Moscou           | 2e       | 4 × 400 m   | 3 min 22 s 61 |
| 2014 | Championnats du monde en salle    | Sopot            | 3e       | 4 × 400 m   | 3 min 27 s 90 |
| 2014 | Relais mondiaux de l'IAAF         | Nassau           | 7e       | 4 × 400 m   | 3 min 28 s 03 |
| 2014 | Championnats d'Europe par équipes | Brunswick        | 2e       | 400 m haies | 55 s 36       |
| 2014 | Jeux du Commonwealth              | Glasgow          | 2e       | 400 m haies | 55 s 02       |
| 2014 | Championnats d'Europe             | Zurich           | 1re      | 400 m haies | 54 s 48       |
| 2014 | Championnats d'Europe             | Zurich           | 3e       | 4 × 400 m   | 3 min 24 s 34 |
| 2014 | Coupe continentale                | Marrakech        | 2e       | 400 m haies | 54 s 42       |
| 2014 | Ligue de diamant                  | Ligue de diamant | 2e       | 400 m haies | détails       |
| 2015 | Relais mondiaux de l'IAAF         | Nassau           | 3e       | 4 × 400 m   | 3 min 26 s 38 |
| 2015 | Championnats d'Europe par équipes | Tcheboksary      | 1re      | 400 m haies | 54 s 47       |
| 2015 | Championnats du monde             | Pékin            | 6e       | 400 m haies | 54 s 78       |
| 2015 | Championnats du monde             | Pékin            | 3e       | 4 x 400 m   | 3 min 23 s 62 |
| 2016 | Championnats d'Europe             | Amsterdam        | 1re      | 4 x 400 m   | 3 min 25 s 05 |
| 2016 | Jeux olympiques                   | Rio de Janeiro   | 8e       | 400 m haies | 54 s 61       |
| 2016 | Jeux olympiques                   | Rio de Janeiro   | 3e       | 4 x 400 m   | 3 min 25 s 88 |
| 2016 | Ligue de diamant                  | Ligue de diamant | 2e       | 400 m haies | détails       |
| 2017 | Championnats d'Europe en salle    | Belgrade         | 2e       | 4 x 400 m   | 3 min 31 s 05 |
| 2017 | Relais mondiaux de l'IAAF         | Nassau           | 4e       | 4 x 400 m   | 3 min 28 s 72 |
| 2017 | Championnats d'Europe par équipes | Lille            | 1re      | 400 m haies | 54 s 60       |
| 2017 | Championnats du monde             | Londres          | 8e       | 400 m haies | 55 s 71       |
| 2017 | Championnats du monde             | Londres          | 2e       | 4 x 400 m   | 3 min 25 s 00 |
| 2018 | Championnats du monde en salle    | Birmingham       | 3e       | 400 m       | 51 s 60       |
| 2018 | Jeux du Commonwealth              | Gold Coast       | 2e       | 400 m haies | 54 s 80       |
| 2018 | Jeux du Commonwealth              | Gold Coast       | 6e       | 4 x 400 m   | 3 min 29 s 18 |
| 2018 | Championnats d'Europe             | Berlin           | 8e       | 400 m haies | 56 s 23       |
| 2018 | Championnats d'Europe             | Berlin           | 3e       | 4 x 400 m   | 3 min 27 s 40 |
| 2018 | Ligue de diamant                  | Ligue de diamant | 5e       | 400 m haies | 55 s 05       |
| 2019 | Championnats d'Europe en salle    | Glasgow          | 2e       | 4 x 400 m   | 3 min 29 s 55 |

## Records
| Épreuve     | Épreuve   | Temps   | Lieu     | Date            |
| ----------- | --------- | ------- | -------- | --------------- |
| 400 mètres  | Plein air | 51 s 83 | Londres  | 27 juillet 2013 |
| 400 mètres  | En salle  | 51 s 45 | Göteborg | 3 mars 2013     |
| 400 m haies | Plein air | 54 s 09 | Monaco   | 15 juillet 2016 |